# Фрасдорф (Саксония-Анхальт)
Фрасдорф (нем. Fraßdorf) — деревня в Германии, в земле Саксония-Анхальт, входит в район Анхальт-Биттерфельд в составе общины Южный Анхальт.
Население составляет 246 человека (на 31 декабря 2008 года). Занимает площадь 2,69 км².

## История
Первое упоминание о поселение относится к 1266 году.
1 января 2010 года, после проведённых реформ, Фрасдорф и ещё 20 коммун, были объединены в общину Южный Анхальт, а управление Зюдлихес Анхальт было упразднено.

## Галерея

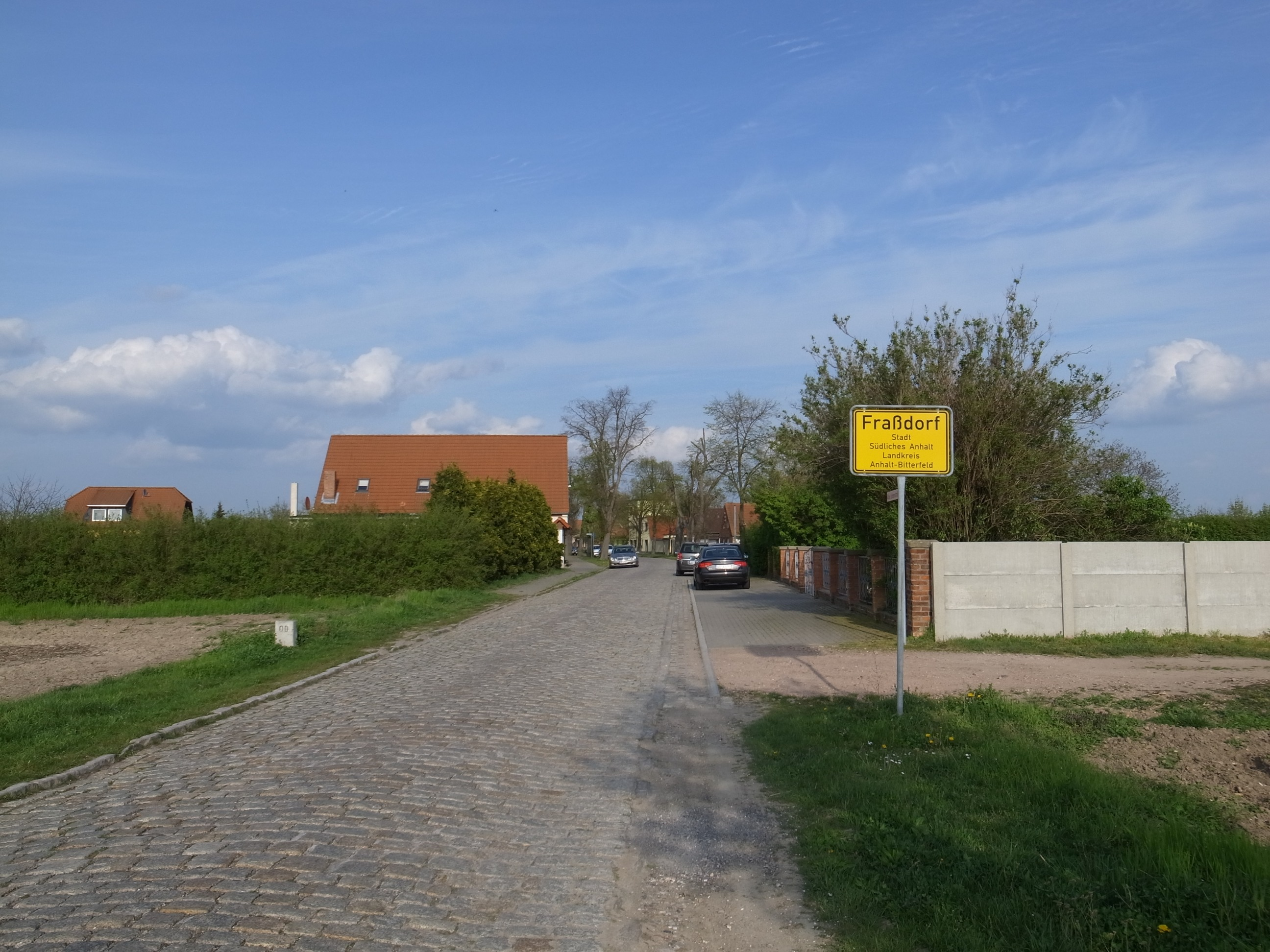
На въезде во Фрасдорф
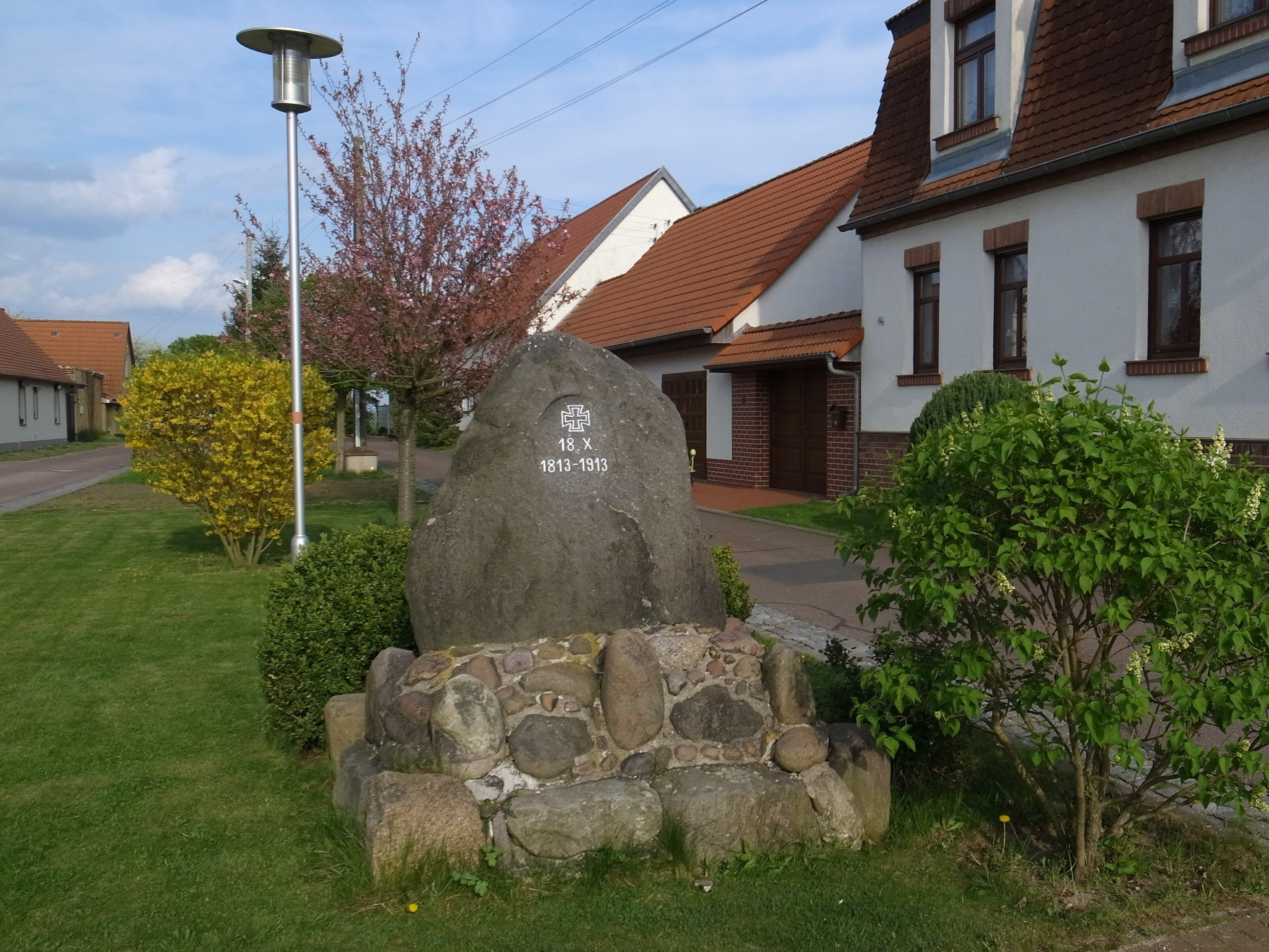
Памятный камень